# إيزيدورو لازارو فيريه
إيزيدورو لازارو فيريه (بالإسبانية: Isidoro Lázaro Ferré)‏ هو رسام إسباني، ولد في 27 أبريل 1949 في برشلونة في إسبانيا.